# Stanislav Griga
Stanislav Griga (Žilina, 4 november 1961) is een Slowaakse voetbaltrainer en voormalig voetballer.

## Clubcarrière
Hij begon zijn professionele carrière in 1980 bij MŠK Žilina. Hij speelde achtereenvolgens voor Sparta Praag, ASVS Dukla Praag, weer Sparta Praag, Feyenoord en sloot zijn carrière als speler af bij Rapid Wien in 1993.

## Interlandcarrière
Stanislav Griga speelde 34 wedstrijden voor Tsjecho-Slowakije waarin hij acht keer scoorde. Hij nam deel aan het WK 1990. In de groepsfase van het WK werd een goal van Griga omstreden afgekeurd in de wedstrijd tegen Italië.

## Trainerscarrière
In 1995 werd Griga trainer van zijn jeugdclub MŠK Žilina en vervolgens van AS Trenčín. In 1998 won Griga als trainer van Slovan Bratislava de dubbel, waarna hij bondscoach werd van Jong Slowakije. Vervolgens zou hij trainer worden van ZTS Dubnica, Slovan Liberec en Sparta Praag waar hij op 2 september 2006 vervangen werd door Michal Bílek. Op 26 april 2012 werd hij samen met Michal Hipp aangesteld als bondscoach van het nationale Slowaaks elftal.
In juni 2013 werden Griga en Michal Hipp ontslagen, nadat in de WK-kwalificatie punten waren verspeeld in de wedstrijden tegen Liechtenstein (1-1) en Litouwen (1-1). Het duo werd opgevolgd door Ján Kozák. Kozák, die sinds 2005 coach was van MFK Košice, speelde tussen 1975 en 1984 zelf 55 interlands voor Tsjecho-Slowakije.
Sinds 2015 traint hij MFK Zemplín Michalovce.